# Ardin
Ardin és un municipi francès situat al departament de Deux-Sèvres i a la regió de la Nova Aquitània. L'any 2007 tenia 1.203 habitants.

## Demografia

### Població
El 2007 la població de fet d'Ardin era de 1.203 persones. Hi havia 478 famílies de les quals 128 eren unipersonals (44 homes vivint sols i 84 dones vivint soles), 167 parelles sense fills, 175 parelles amb fills i 8 famílies monoparentals amb fills.
La població ha evolucionat segons el següent gràfic:
Habitants censats

### Habitatges
El 2007 hi havia 590 habitatges, 502 eren l'habitatge principal de la família, 55 eren segones residències i 33 estaven desocupats. 578 eren cases i 12 eren apartaments. Dels 502 habitatges principals, 424 estaven ocupats pels seus propietaris, 69 estaven llogats i ocupats pels llogaters i 10 estaven cedits a títol gratuït; 17 tenien dues cambres, 68 en tenien tres, 116 en tenien quatre i 301 en tenien cinc o més. 383 habitatges disposaven pel capbaix d'una plaça de pàrquing. A 192 habitatges hi havia un automòbil i a 273 n'hi havia dos o més.

### Piràmide de població
La piràmide de població per edats i sexe el 2009 era:
| Homes | Edats   | Dones |
| ----- | ------- | ----- |
| 4     | 95 o +  | 0     |
| 0     | 90 a 94 | 4     |
| 8     | 85 a 89 | 0     |
| 16    | 80 a 84 | 12    |
| 32    | 75 a 79 | 32    |
| 28    | 70 a 74 | 56    |
| 8     | 65 a 69 | 16    |
| 24    | 60 a 64 | 20    |
| 20    | 55 a 59 | 24    |
| 28    | 50 a 54 | 20    |
| 60    | 45 a 49 | 36    |
| 72    | 40 a 44 | 56    |
| 44    | 35 a 39 | 60    |
| 40    | 30 a 34 | 52    |
| 16    | 25 a 29 | 20    |
| 8     | 20 a 24 | 20    |
| 32    | 15 a 19 | 44    |
| 48    | 10 a 14 | 60    |
| 44    | 5 a 9   | 20    |
| 40    | 0 a 4   | 40    |

## Economia
El 2007 la població en edat de treballar era de 767 persones, 577 eren actives i 190 eren inactives. De les 577 persones actives 552 estaven ocupades (301 homes i 251 dones) i 25 estaven aturades (10 homes i 15 dones). De les 190 persones inactives 79 estaven jubilades, 53 estaven estudiant i 58 estaven classificades com a «altres inactius».

### Ingressos
El 2009 a Ardin hi havia 502 unitats fiscals que integraven 1.222 persones, la mediana anual d'ingressos fiscals per persona era de 16.707,5 €.

### Activitats econòmiques
Dels 38 establiments que hi havia el 2007, 2 eren d'empreses extractives, 5 d'empreses alimentàries, 1 d'una empresa de fabricació d'altres productes industrials, 8 d'empreses de construcció, 7 d'empreses de comerç i reparació d'automòbils, 1 d'una empresa d'hostatgeria i restauració, 1 d'una empresa d'informació i comunicació, 5 d'empreses de serveis, 4 d'entitats de l'administració pública i 4 d'empreses classificades com a «altres activitats de serveis».
Dels 9 establiments de servei als particulars que hi havia el 2009, 1 era una funerària, 1 taller de reparació d'automòbils i de material agrícola, 2 paletes, 1 guixaire pintor, 1 fusteria, 2 electricistes i 1 perruqueria.
Dels 2 establiments comercials que hi havia el 2009, 1 era una fleca i 1 una carnisseria.
L'any 2000 a Ardin hi havia 39 explotacions agrícoles que ocupaven un total de 2.100 hectàrees.

## Equipaments sanitaris i escolars
El 2009 hi havia 1 escola maternal i 1 escola elemental.

## Poblacions més properes
El següent diagrama mostra les poblacions més properes.